# Annona annonoides
Annona annonoides är en kirimojaväxtart som först beskrevs av Robert Elias Fries, och fick sitt nu gällande namn av Paulus Johannes Maria Maas och Lübbert Ybele Theodoor Westra. Annona annonoides ingår i släktet annonor, och familjen kirimojaväxter. Inga underarter finns listade i Catalogue of Life.